# Prix littéraires 1949
Liste des prix littéraires décernés au cours de l'année 1949 :

## Prix internationaux
- Prix Nobel de littérature : William Faulkner  États-Unis[1]

## Allemagne
- Prix Georg-Büchner : Carl Gunschmann (de) (1895–1984)

## Belgique
- Prix Victor-Rossel : Jean Welle pour Le bonheur est pour demain...

## Canada
- Prix littéraires du Gouverneur général 1949 :
  - Romans et nouvelles de langue anglaise : Philip Child, Mr. Ames Against Time.
  - Poésie ou théâtre de langue anglaise : James Reaney, The Red Heart.
  - Études et essais de langue anglaise : Hugh MacLennan, Cross-country et R. MacGregor Dawson, Democratic Government in Canada.
  - Littérature jeunesse de langue anglaise - texte : R.S. Lambert, Franklin of the Arctic.

## Chili
- Prix national de littérature : Pedro Prado (es) (1886-1952), poète, essayiste et romancier[2] ;

## Espagne
- Prix Nadal : José Suárez Carreño (es), pour Las últimas horas
- Prix national de littérature narrative : Prix non décerné
- Prix national de poésie : Leopoldo Panero (es) (1909-1962), pour Escrito a cada instante
- Prix Adonáis de poésie : Ricardo Molina (es), pour Corimbo

## États-Unis
- Prix Pulitzer :
  - Catégorie « Biographie et Autobiographie » : Woodrow Wilson, Life and Letters. Vols. VII et VIII de Ray Stannard Baker
  - Catégorie « Histoire » : The Disruption of American Democracy de Roy Franklin Nichols
  - Catégorie « Poésie » : Terror and Decorum de Peter Viereck
  - Catégorie « Théâtre » : Mort d'un commis voyageur d'Arthur Miller

## Finlande
- Prix Aleksis-Kivi : Viljo Kojo
- Prix Kalevi-Jäntti : Väinö Linna pour Päämäärä ja Musta rakkaus
- Prix national de littérature : Gunnar Björling pour Ohört blott, Eila Pennanen pour Leda ja joutsen
- Prix littéraire de la ville de Tampere : Reino Mantere pour Puro pyrkii valtamereen
- Prix Tollander : Sven Lindman
- Prix Rudolf-Koivu : Risto Mäkinen pour Pilvilinna de Raul Roine
- Prix Topelius : Aili Konttinen pour Hymyile, Krisse

## France
- Prix Goncourt : Robert Merle pour Week-end à Zuydcoote(Gallimard)
- Prix Renaudot : Louis Guilloux pour Le Jeu de patience (Gallimard)
- Prix Femina : Maria Le Hardouin pour La Dame de cœur (Corrêa)
- Prix Interallié : Gilbert Sigaux pour Les Chiens enragés (Julliard)
- Grand prix du roman de l'Académie française : Yvonne Pagniez pour Évasion 44 (Flammarion)
- Prix des Deux Magots : Christian Coffinet pour Autour de Chérubine (Fournier-Valdès)
- Prix du Quai des Orfèvres : Francis Didelot, pour L'Assassin au clair de lune
- Prix du roman populiste : Serge Groussard pour Des gens sans importance

## Italie
- Prix Strega : Giovanni Battista Angioletti pour La memoria (Bompiani)
- Prix Bagutta : Giulio Confalonieri (it) pour Prigionia di un artista (Genio)
- Prix Viareggio : Arturo Carlo Jemolo pour Stato e Chiesa in Italia negli ultimi cento anni et Renata Viganò pour L'Agnese va a morire

## Royaume-Uni
- Prix James Tait Black :
  - Fiction : Emma Smith pour The Far Cry
  - Biographie : John Connell pour W. E. Henley
- Prix John-Llewellyn-Rhys : Maidens Trip d’Emma Smith (author) (en)
- Médaille Carnegie : Agnes Allen pour The Story of Your Home (Faber)
- Prix Rose-Mary-Crawshay : Rosemond Tuve (en) pour Elizabethan and Metaphysical Imagery
- Prix Somerset-Maugham : Hamish Henderson pour Elegies for the Dead in Cyrenaica